# 슈퍼리미널
슈퍼리미널(Superliminal, 이전 이름: Museum of Simulation Technology)은 2019년에 필로 캐슬(Pillow Castle)이 출시한 퍼즐 비디오 게임이다. 1인칭 시점으로 플레이하는 이 게임은 게임 플레이 요소는 착시현상과 조작된 원근법으로 정리해 볼 수 있다. 특히, 특정 물체를 집어 들었을 때 플레이어를 기준으로 이동하거나 떨어뜨릴 수 있지만, 다시 내려놓았을 때 플레이어가 본 대로 크기를 조정하여 퍼즐을 풀 수 있게 한다.
2019년 11월에 마이크로소프트 윈도우 버전으로 공개되었다. 플레이스테이션 4, 엑스박스 원, 닌텐도 스위치 버전은 2020년 7월에 출시되었다.

## 게임 플레이
슈퍼리미널은 1인칭 시점으로 진행되는 퍼즐 비디오 게임이다. 플레이어는 꿈 치료 프로그램의 참여자이지만, 연구를 하는 동안 캐릭터는 반복되는 꿈 주기에 갇히게 되고 그 꿈에서 벗어나기 위해 연구 감독인 글렌 피어스 박사의 목소리를 따라간다.
대부분의 퍼즐은 출구에 도달하기 위해 퍼즐로 구성된 방을 통과하는 방식으로 이뤄진다. 출구는 버튼을 누르기 전까지 닫혀 있거나 손이 닿지 않는 높은 플랫폼 위에 있거나 또는 바로 보이지 않을 수 있다. 출구에 가기 위해서 플레이어는 게임 세계에서 주변의 물체를 조작할 수 있다. 그러한 상호작용의 대부분은 조작된 원근법에 기초한다. 즉, 선수는 허리 높이의 입방체를 집어올 수 있고, 선수의 관점에서 따라 원래 크기로 유지된다. 그런 다음 플레이어는 큐브를 같은 집은 상태에서 방 주변의 다른 곳을 볼 수 있으며, 큐브를 특정 위치에 떨어뜨리면 큐브의 크기가 새로운 시각에 따라 크기와 길이가 확장된다. 예를 들어, 허리 높이의 큐브를 가져다가 떨어뜨릴 때 바닥 쪽으로 아래를 내려다보면 큐브의 크기가 작아지는 반면, 천장을 향해 위를 쳐다보고 떨어뜨리면 커진다. 이 프로세스는 무한정 반복될 수 있으므로 플레이어는 이러한 확장 가능한 물체를 조작하여 출구에 도달하거나 이동을 차단하는 장애물을 제거할 수 있다.
게임의 후반부에서는 새로운 역학이 등장한다. 어떤 물체들은 트롱프뢰유(trompe-l'œil)를 통한 환상을 보여주기 위해 다양한 벽과 표면에 2차원 부분들과 함께  존재하며, 플레이어는 물체를 볼 수 있는 적절한 각도를 찾아내고 그것을 잡을 수 있도록 전체를 봐야 한다.

## 줄거리
플레이어는 환자들에게 꿈 치료법을 제공하기 위해 고안된 솜나스컬프트 기술을 시험하는 것을 돕기 위해 피어스 연구소로 향한다. 당신은 잠에 빠지고, 원근법에 따라 항목의 크기를 변경하거나 즉시 복사본을 만드는 것과 같은 현실 굴절 기능을 수행할 수 있는 꿈의 세계에 구축된 테스트 환경에 놓여진다. 하지만 플레이어는 정해진 시간에 일어나지 못하고 결국 꿈의 세계로 갇히게 된다. 피어스 연구소의 의사인 글렌 피어스 박사는 라디오를 통해 플레이어에게 연락을 취하면서 플레이어의 위치를 찾을 수 없으며 플레이어가 아마 연속된 꿈의 층을 여행하고 있을 것이라고 설명한다. 한편 꿈 치료를 담당하는 인공지능(AI)은 비상탈출 규약(Emergency Exit Protocol)을 가동하고 꿈의 세계를 탈출하기 위해 폭발적인 정신적 과부하를 시작하라고 조언한다.
결국 플레이어는 비상 종료 프로토콜을 가동할 수 있을 정도로 충분히 노력했으나 알 수 없는 오류로 인해 실패한다. AI는 솜나스컬프트 기술이 선수들의 부정적인 감정을 없애지 못한 것이 꿈의 세계를 떠나지 못하는 이유라고 결론짓는다. 그런 다음 AI는 선수에게 자신만의 출구를 찾도록 조언한다. 플레이가 갇히는 시간이 길어질수록 꿈의 세계는 점점 더 초현실적으로 변화한다. 결국 플레이어는 꿈의 역설을 만들어내고 모든 현실감이 상실되는 화이트스페이스의 영역으로 들어가게 된다.
플레이어는 결국 화이트 스페이스 밖으로 나갈 수 있게 되었고, 글렌 박사는 이 모든 여행이 계획대로 이루어졌다고 말하며 축하의 말을 건넨다. 이는 플레이어가 다른 관점에서 자신이 직면한 문제를 해결할 수 있는지, 즉 사람이 성장하는데 도움을 줄 수 있는지를 알아보기 위한 숨겨진 테스트였기 때문이다. 글렌 박사는 또한 이 실험이 비록 꿈의 세계에서 일어났지만, 플레이어가 배운 모든 것은 그들이 원하는 만큼 진짜라고 충고한다. 그런 다음 플레이어는 처음 시작한 방으로 돌아오고 그 곳에서 글렌 박사가 그들에게 일어나라고 말하며 게임이 마무리된다.

## 개발 과정
슈퍼리미널은 카네기 멜런 대학의 ETC(Entertainment Technology Center) 과정을 이수하던 학생인 알버트 쉬가 이끄는 6명으로 구성된 필로우 캐슬 팀이 개발했다. 쉬는 2013년경에 ETC 프로그래밍 과제의 일환으로 "큐브만 움직여도 재미있는 1인칭 게임"을 만들 수 있는 방법을 찾는 동안 게임의 기반을 개발했다. 그는 2014년 1월에 필로우 캐슬을 설립하고 다른 4명의 ETC 학생들로부터 도움을 받아 이 게임을 개발하기 위한 기반을 발전시켰다. 쉬는 슈퍼리미날을 계속 발전시키기 위해 소규모 팀들에 의해 만들어진 리스크 오브 레인과 안티챔버와 같은 성공적인 게임에 영감을 받았다. 안티챔버는 특히 쉬에게 영향을 미쳤다. 그것은 플레이어가 퍼즐의 해결책을 찾기 위해 기존의 관점에서 벗어나 새로운 관점으로 생각하도록 격려하고 지시했다. 그리고 그는 슈퍼리미널에서도 이를 재현하고자 했다. 비슷한 방식으로, 쉬는 슈퍼리미널의 스케일링 퍼즐을 포털에 있는 포털에 있는 퍼즐에 비유했고 실제로 비슷하게 디자인 하여 플레이어에게 깨달음의 순간을 만들어 주었다.
슈퍼리미널의 핵심 개념은 조작된 원근법에 바탕을 두고 있으며, 쉬는 사람들이 피사의 사탑을 밀거나 지탱하는 것처럼 보이기 위해 조작된 원근법을 사용하는 평범한 사람들의 관광 사진을 언급한다. 쉬에 따르면 유니티 엔진의 스케일링 메카니즘을 달성하는 것 자체는 간단했다고 한다. 플레이어가 물체를 집어 들면, 게임은 물체의 크기와 거리를 추적한다. 그런 다음, 플레이어가 주위를 둘러볼 때, 게임은 플레이어 바로 앞의 가장 먼 지점까지 새로운 거리를 계산하고 원래 거리에서의 변화에 비례하여 개체의 크기를 조정한다. 쉬가 생각한 더 어려운 요소는 물체의 복잡한 모양을 담는 과정과 플레이어 중앙의 관점이 어디에 있을지를 설명하는 것이었다. 3D 물체를 2D 비행기에 투사 및 디투사하는 퍼즐은 유니티의 카메라와 프로젝터 물체를 사용했으며, 카메라 깊이와 관련된 유일한 난제는 유니티에서 잘 지원하지 않지만, 프로그래머 필 포티에가 문제 해결을 위해 공을 들였다. 퍼즐의 크기를 측정하는 과정은 플레이어들이 궁극적으로 작동하지 않는 정도까지 가능한 해결책을 제시하지만, 게임이 그 이유에 대한 피드백을 제공하지 않기 때문에 게임 테스트에서 약간의 문제가 있는 것으로 입증되었다. 확장에 일관성이 없게 만드는 점프를 하는 플레이어를 보유하는 대신, 그들은 플레이어들에게 해결책을 더 쉽게 안내할 수 있는 기반을 다졌다.
이 게임은 데모 번전으로 시뮬레이션 기술 박물관(Museum of Simulation Technology)에 공개되었다. 이 데모는 2013 도쿄 게임 쇼에서 인디 게임 전용 이벤트인 "Sense of Wonder Night"에서 처음 선보였다. 그리고 "최고의 기술" 부분과 "관객상"을 수상했다. 이 기술 데모는 2014년 1월에 2014년 독립 게임 축제(IGF) 학생 대회에 출품하여 공개되었으며, 리스크 오브 레인, 인게이지와 함께 우승을 차지했다. 공공 기술 데모는 큰 관심을 받았으며, 2015년 기준 포털과 비교하여 레딧의 서브포럼 "/r/gaming"에서 쉬의 게시물이 4번째로 높은 게시물로 발표되기도 하였다.
2015년까지 게임에 참여했던 ETC 학생들은 대부분 졸업을 하고 필로우 캐슬을 떠났다. 쉬는 다른 직장에서 일하는 동안 게임 아르바이트를 했다. 쉬는 2014년 이후 게임 진행 방향을 평가하기 위해 많은 시간을 보냈고, 결국 게임에 시간을 쏟고 타이틀을 완성하기 위해 추가 직원을 고용했다.
이 게임은 2019년 6월 슈퍼리미널이라는 새로운 이름으로 공식 발표되었으며,전체 트레일러의 출시와 함께 2019년 8월에 에픽 게임스 스토어에서 마이크로소프트 윈도우용으로 발표되었다.
플레이스테이션 4 버전은 2019년 12월에 발표되어 2020년 4월에 출시를 목표로 잡았다. 최종적으로 엑스박스 원과 닌텐도 스위치와 함께 2020년 7월 7일에 발매되었다.
스팀에서는 2020년 11월 5일에 출시되었다. 이 버전에는 개발자의 코멘트 및 챌린지 모드가 포함되어 있다.

## 평가
슈퍼리미널은 메타크리틱에 따르면 "복합적이고 평균적인 평가"를 얻었다. 이 게임의 핵심 역학은 찬사를 받았지만, 일반적으로 리뷰어들은 게임이 짧다고 느꼈다 말하며,  동시에 함께 사용할 수 있는 잠재력이 부족했을 뿐만 아니라, 맥 빠진 이야기를 가지고 있다 평가했다.

### 수상 경력
이 게임은 NAVGTR Awards의 "퍼즐 게임" 분야에 후보로 올랐다.